# Vittoria Colonna
Vitorria Colonna, markiza iz Pescare, italijanska srednjeveška pesnica, svetovljanka in prijateljica Michelangela, *April 1492, Marino, blizu današnjega Rima, † 25. Februar 1547, Rim.
Njena zgodnja poezija je pritegnila pozornost konec 1510-ih in je na koncu postala ena najbolj priljubljenih ženskih pesnic iz 16. stoletja v Italiji. Po zgodnji smrti svojega moža je uteho našla v samostanu v Rimu, kjer je doživela močno duhovno obnovo in ostala vdana veri do konca svojega življenja. Pomemben pečat v zgodovini je pustila zaradi svoje osebnosti in poznanstev z znamenitimi sodobniki, predvsem z Michelangelom Buonarrotijem (it. kipar, arhitekt, slikar in pesnik).

## Zgodnje življenje in poroka
Rodila se je leta 1492 v Marinu, kot pripadnica rodu mogočne plemiške družine Colonna v Rimu. Oče Fabrizio Colonna je bil uspešen condottiere, mati Agnesa da Montefeltro pa hči vojvode Urbine. Ker je leta 1501 papež Alessandro VI zasegel njihovo družinsko zemljo, se je družina Colonna preselila v Iskijo. Tam je bila Vitorria deležna dobre humanistične izobrazbe iz literature in umetnosti. Za njeno izobrazbo je med drugimi skrbela tudi Christine de Pizan (it. pesnica, pisateljica, filozofinja in zagovornica pravic žensk).
Leta 1509 se je poročila z Ferdinandom Francescom d'Avalos, markizom iz Pescare, ki je bil italijanski vodja sil svetega rimskega cesarja Charlesa V proti francoskemu kralju Francu I Francoskemu. Njun zakon je trajal do Ferdinandove smrti leta 1525. Kot učena in inteligentna ženska, ki je izkazovala verska in čustvena nagnjenja, je uspela razviti odnose znotraj intelektualnih krogov Iskije in Neaplja. Postala je del literarnega kroga Costanze d'Avalos, vojvodinje Francaville, ki je bila teta njenega moža. Zelo jo je občudoval pesnik Ludovico Ariosto, kot tesno prijateljico pa so jo cenili tudi drugi takratni literati, npr. pesnik Jacopo Sannazzaro, humanist Pietro Bembo ter pisatelj Baldassare Castiglione.

## Čas vdovstva (1525 - 1547)
Po zgodnji smrti moža, se je zaradi želje po samoti, Vitorria zatekla v samostan San Silvestro, kjer je v veri in umetnosti iskala utehe. V tem času je začela pisati pesmi predvsem z versko vsebino, katerih najboljša sodobna izdaja je Rime spirituali. Takratni novi papež je zaradi sporov z družino Colonna leta 1525 nunam z grožnjo izobčenja prepovedal, da bi Vittoria lahko postala ena izmed njih.
Bila je podpornica reformatorskih gibanj, zato je bilo leto 1542 zanjo zelo težko, saj je papež odobril ponovno odprtje rimske inkvizicije, ki je bila tokrat namenjena predvsem protestantom in njihovim simpatizerjem. Takrat so nekateri cerkveni uradniki začeli sumiti njeno sodelovanje s številnimi ljudmi, ki so podpirali protestantske doktorine. Tudi njene pesmi so se zdele preblizu protestantskim učenjem. Umrla je 15. februarja 1547, zaradi bolezni. Ob njeni smrtni postelji je bil Mihelangelo Buonarroti. 

## Prijateljstvo z Michelangelom Buonarrotijem
Michelangelo jo je spoznal leta 1535, ko je bil zrel moški pri triinšestdesetih, Vittoria jih je imela oseminštirideset. Od tedaj mu je bila nenadomestljiva prijateljica, po vseh pričevanjih naj bi se med njima razvila platonska ljubezen. Michelangela je privlačila predvsem intelektualna stran Vittoriienega karakterja, izmenjala sta si veliko pisem in filozofskih sonetov. Michelangelov v svojih sonetih, katere ji jih je posvetil, govori o njeni nesmrtni duši, ki je prišla na zemljo naravnost iz nebes. Bila je namreč edina ženska, ki ji ni odrekal družbe, občudovanje v verzih njegovega soneta:
'"O blagi duh ljubezni - polne žene,
ki dvigaš mi obupano srce
ti, ki med vsemi, ki tega žele,
častiš z darovi svojimi le mene."'
Bila je tudi njegova muza, saj ji je namenil veliko svojih slik, upodobil jo je na dveh zelo znanih z naslovom »Pietà« in »Križanje«. 

Colonna je ustvarjala v obdobju renesanse, za katero so bili značilni opazovanje, raziskovanje, učenje in analiziranje ter nepripravljenost sprejemati razmišljanje preteklosti. Poudarek v njenem delu na duhovnosti in kontemplativnem življenju je bil okrepljen s častnim in pobožnim osebjem, ki ga je javno promovirala s pomočjo svojega bogastva in aristokratskega položaja.
Zaradi svoje humanistične izobrazbe, kar je bilo za žensko iz aristokratske družine novo, je dobro vnovčila svoj intelekt, ki je postal njen glavni cilj v življenju. Nenehno je tekmovala s svojimi sodobniki pesniki, filozofi in teologi ter popravljala, dodajala in bogatila moško literaturo. Spreminjala je moško abstraktno misel iz stališča ženske, ki hoče polno življenje.
Oblikovala je literarni glas, ki je zahteval veliko spoštovanja, hkrati pa ohranil potrebno spolno spodobnost. Colonnina poezija je stilsko brezhibna. Opira se predvsem na Petrarcove jezikovne in imitacijske modele, zlasti v bolj zrelih delih, ki so zelo bogata, čutna in inovativna. Čeprav so prejšnje tako imenovane ljubezenske pesmi bolj v tradicionalnem stilu Petrarce in poudarjajo izgubo in hrepenenje po pokojniku, pozneje »duhovni« soneti, ki izražajo osebne interese pesnice za ideje in doktrine reform, prevzamejo veliko bolj pozitivno praznovanje božanske ljubezni do Kristusa. Nobena druga ženska ni tako preudarno dvomila v Platonovo moško filozofijo kot Vittoria v svojih tako imenovanih ljubezenskih sonetih.

Prva izdaja Rime je bila objavljena leta 1538, sledilo pa ji je še dvanajst izdaj pred pesničino smrtjo leta 1547. Posebna značilnost je bila Colonnina osebna oddaljenost od vseh izdaj njenih del, ki so se pojavile v času njenega življenja, kajti trdila je, da njeno pisanje nikakor ni bilo povezano s kakršno koli željo po osebni slavi ali priznanju. Vendar jo njen prijatelj Filonico Alcarnasseo, opisuje takole: "Ko se je omožila z markizom Pescare, si je prizadevala razviti darove svojega duha. Ker namreč ni bila preveč lepa, se je ukvarjala s književnostjo, da bi si zagotovila nesmrtno lepoto, ki ne mine tako hitro kot telesna." Svojo slavo je izrabljala za širjenje ozaveščenosti o reformacije v Italiji. Kot članica skupine vplivnih reformistov je bila pomembna za poudarjanje reformne misli o duhovnosti v boju proti Cerkvi. S svojim vplivom je spodbudila razpravo o verskih in duhovnih vprašanjih, ki so v Evropi v času renesanse in reformacije naraščala. Namen pesmi je bil zgolj čustveno izražanje, zato jih avtorica tudi nikoli ni želela objaviti. Prvi verz njene prve pesmi pravi: ,,Pišem le, da sprostim notranjo bolečino.” Dosegla je, da ženske vdove niso bile več prisiljene žalovati v tišini. Kot prva vdova, ki se je uprla, je izlila svojo bolečino, bes, samomorilne misli, depresijo in slo po življenju, v sonetih. Neizmerno bolečino ob smrti njenega može je mogoče zaznati v pesmi:
"Kljujočih misli zlobno mi krdelo 
takó uporno v dušo bedno buta,
da mi življenja vsaka zdaj minuta
zdi težka se, ko prej življenje celo."
Poleg te pesmi je Alojz Gradnik prevedel še pesmi Ko v vrtu, govoreč z Očetom vneto, Ko si razpel roké na križ in rane, Pokojni bili so morjá valovi, Zdi se, da sonce več ko prej ne sije, Od glena in od blata je že gnila.

Spremenila se je v žensko, ki ima zaljubljenost za žensko pravico. Z drzno žensko ljubezensko poezijo je izražala hrepenenje po odsotnem, mrtvem možu.

Nadaljnjih devet izdaj Rime je bile objavljenih pred koncem 16. stoletja. Od takrat je bila pozornost do poezije sporadična, hudo kritično razmišljanje pa je pogosto spodkopavala težnja po preveč biografskih branjih zelo stiliziranih in kompleksnih verzov. Njeno objavljeno delo pa ni omejeno le na poezijo. Pisala je tudi prozna dela na podlagi verskih tem, najprej le kot pisma, ki pa so bila nato objavljena v zbirkah proznih meditacij in v ločenih izdajah. Ti prozni spisi jasno kažejo njeno zanimanje za verske reforme in usklajen poskus določanja vloge sekularne književne ženske, ki se opira na primere ženskih “apostolov”, ki se pojavljajo v Novi zavezi in v tradicionalnih žargonih. To so bile najpogosteje Marija Magdalena, Katarina Aleksandrijska in Devica Marija.
Colonna je bila prva pesnica, katere dela so objavljena z njenim imenom.  
Poezija
- Rime de la Divina Vittoria Colonna Marchesa di Pescara. Nuovamente stampato con privilegio (in Italian), Parma: Al Dottisimo Messer Allessandro Vercelli Philippo Pirogallo, 1538

- Rime de la Diva Vettoria [sic] Colonna, De Pescara inclita Marchesana, Nuovamente [sic] aggiuntovi. XVI. Sonetti Spirituali, & le sue stanze (in Italian), Florence: Nicolo d'Arisotile, detto il Zoppino, da Ferrara, 1539

Rime de la Divina Vettoria [sic] Colonna de pescara inclita Marchesana nuovamente aggiuntovi XXIIII. sonetti Spirituali, & le sue stanze, & uno triompho de la croce di Christo non piu stampato con la sua tavola (in Italian), Venice: Per Comin de Trino ad instantia de Nicolo d'Aristotile detto Zoppino, 1540
- Dichiaratione fatta sopra la seconda parte delle Rime della Divina Vittoria Colonna [sic] Marchesana di Pescara. Da Rinaldo Corso... (in Italian), Bologna: Gianbattista de Phaelli, 1543

- Le rime spirituali della illustrissima Signora Vittoria Colonna Marchesana di Pescara (in Italian), Venice: Vincenzo Valgrisi, 1546

Po njeni smrti so njene pesmi objavljene v delih
- Le rime della Sig. Vittoria Colonna Marchesana Illustrissima di Pescara. Correte na M. Lodovico Dolce (v italijanščini), Benetke: Gabriel Giolito de Ferrari in Fratelli, 1552

- Pianto della Marchesa di Pescara sopra la passione di Christo. Oratione della medesima sopra l'Ave Maria ... itd (v italijanščini), Bologna: Manutio, 1557

- Tutte le Rime della Illustriss. et Eccellentiss. Signora Vittoria Colonna, Marchesana di Pescara. Con l'Espositione del Signor Rinaldo Corso, mandat v luce da Girolamo Ruscelli (v italijanščini), Benetke: Giovan Battista et Melchior Sessa Fratelli, 1558

- Pianto della Marchesa di Pescara, sopra la Passione di Christo, združuje Oracion della Medesima, sopra Ave Ave Maria. Oratione fatta il venerdi santo, sopra la passione di Christo (v italijanščini), V Vinegia appresso Gabriel Giolito de 'Ferrari, 1563

- Quattordeci sonetti duhovne ilustracije in eccellentissima divina Vittoria Colonna d'Avalos de Aquino Marchesa di Pescara (v italijanščini), Benetke: Scotto, 1580

- Rime spirituali della S. Vittoria Colonna, Marchesana Illustrissima di Pescara (v italijanščini), Verona: Discepoli, 1586

- Alan Bullock, red. (1982), Rime (v italijanščini), Rim: Laterza

- Tobia R. Toscano, ed. (1998), Sonetti in morte di Francesco Ferrante d'Avalos, marchese di Pescara: edizione del ms. XII.G. 43 della Biblioteca Nazionale di Napoli (v italijanščini), Milan: Mondadori

- Abigail Brundin, ed. (2005), Sonnets for Michelangelo (v angleščini in italijanščini), Chicago, IL: University of Chicago Press, Chicago, IL: University of Chicago Press

- About Famous Artists. internet. 2. 1. 2019. Dostopno na:

http://www.aboutfamousartists.com/index.php/2013/07/michelangelo-and-vittoria-colonna/
- Brundin, A. 2008. Vittoria Colonna and the Spiritual Poetics of the Italian Reformation, Aldershot: izdaja Ashgate

- Gradnik, A. 1940, Italijanska lirika, Založila Umetniška propaganda, Ljubljana, str. 74 - 79

- Musiol, M. 2013, Vittoria Colonna: A Woman's Renaissance, An Approach to Her Life and to Herself. internet. 2. 1. 2019. Dostopno na:

https://books.google.si/books?id=uINZwM5EqhgC&printsec=frontcover&hl=sl&source=gbs_ge_summary_r&cad=0#v=onepage&q&f=false
- Michelangelo Buonarroti.internet. 2. 1. 2019. Dostopno na:

https://sl.wikipedia.org/wiki/Michelangelo_Buonarroti
- Stradner, P. 2017. Bitje, ki misli, razpravlja in dokazuje, revija Radar, letnik april 2017, št. 463

Speča lepotica, Revija za obnovo gradu na Mirni, letnik 5/97, št. 1. internet. 2. 1. 2019. Dostopno na: https://www.kamra.si/images/mmelementi/dokumenti/5072_Speca_lepotica_1994_01.pdf Arhivirano 2019-02-24 na Wayback Machine.
- Vittoria Colonna_britannica. internet. 2. 1. 2019. Dostopno na:

https://www.britannica.com/biography/Vittoria-Colonna
- Woman in European History. internet. 2. 1. 2019. Dostopno na:

https://womenineuropeanhistory.wordpress.com/2017/01/30/vittoria-colonna/
- Zumbini, B - Vittoria Colonna. internet. 2. 3. 2019. Dostopno na:

http://www.opal.unito.it/psixsite/Miscellanea%20di%20testi%20di%20genere%20diverso/Elenco%20opere/imgOPG1537.pdf
1. ↑  data.bnf.fr: platforma za odprte podatke — 2011.
2. ↑  Union List of Artist Names — 2018.